# David Politzer
Hugh David Politzer (New York, 31 agosto 1949) è un fisico statunitense.
Vincitore nel 2004 del Premio Nobel in Fisica insieme a Gross e Wilczek per la scoperta sulla libertà asintotica in cromodinamica quantistica, permettendo di completare il quadro nel panorama del modello standard.
Nato nel 1949 a New York, si è laureato nel 1969 all'Università del Michigan, e quindi ha ottenuto il PhD nel 1974 ad Harvard, sotto la guida di Sidney Coleman.
Nel suo primo articolo (1973) Politzer descrive la libertà asintotica: più i quark sono vicini uno all'altro, più debole sarà l'interazione forte, determinata dalla rispettiva carica di colore; con l'aumentare della distanza l'interazione sarà forte, fino a che i quark non si troveranno in condizioni estreme (grande distanza uno dall'altro) essi si troveranno nella condizione di particelle libere. Questo risultato, scoperto contemporaneamente a Gross e Wilczek, è di estrema importanza nello sviluppo e nella comprensione della QCD, la teoria che spiega le interazioni nucleari forti.